# František Benda (fotbalista)
František Benda (1922/1923 – 25. září 2000) byl český fotbalista.

## Hráčská kariéra
V československé lize hrál za pražské kluby Slavia a Bohemians. Za Slavii dal čtyři prvoligové góly a po skončení podzimu 1948 s ní byl na čele prvoligové tabulky. Vzhledem k poúnorovým reorganizacím byla poté liga ukončena, nebyl vyhlášen mistr a z ligy nesestoupilo žádné mužstvo – od sezony 1949 se přešlo na systém jaro–podzim dle sovětského vzoru, který se však neosvědčil a po sezoně 1956 byl zrušen. V dresu Bohemians zasáhl do 24 prvoligových utkání, v nichž zaznamenal jednu branku a působil zde i v nižších soutěžích (ročníky 1952 a 1953).

### Prvoligová bilance
| Ročník             | Zápasy | Góly | Minuty | Klub                         |
| ------------------ | ------ | ---- | ------ | ---------------------------- |
| I. liga 1947/48    | –      | 0    | –      | SK Slavia Praha              |
| I. liga 1948       | –      | 0    | –      | JTO Sokol Slavia Praha VII   |
| I. liga 1949       | –      | 4    | –      | ZSJ Dynamo Slavia Praha      |
| I. liga 1950       | –      | 0    | –      | ZSJ Dynamo Slavia Praha      |
| I. liga 1951       | 16     | 1    | –      | ZSJ Železničáři Praha        |
| I. liga 1954       | 8      | 0    | 474    | DSO Spartak Praha Stalingrad |
| CELKEM I. ČS. LIGA | –      | 5    | –      |                              |